# Patreksfjörður
Patreksfjörður é uma vila na Islândia. Em 2018 tinha uma população de cerca de 677 habitantes.